# Karolewo (Bobowicko)

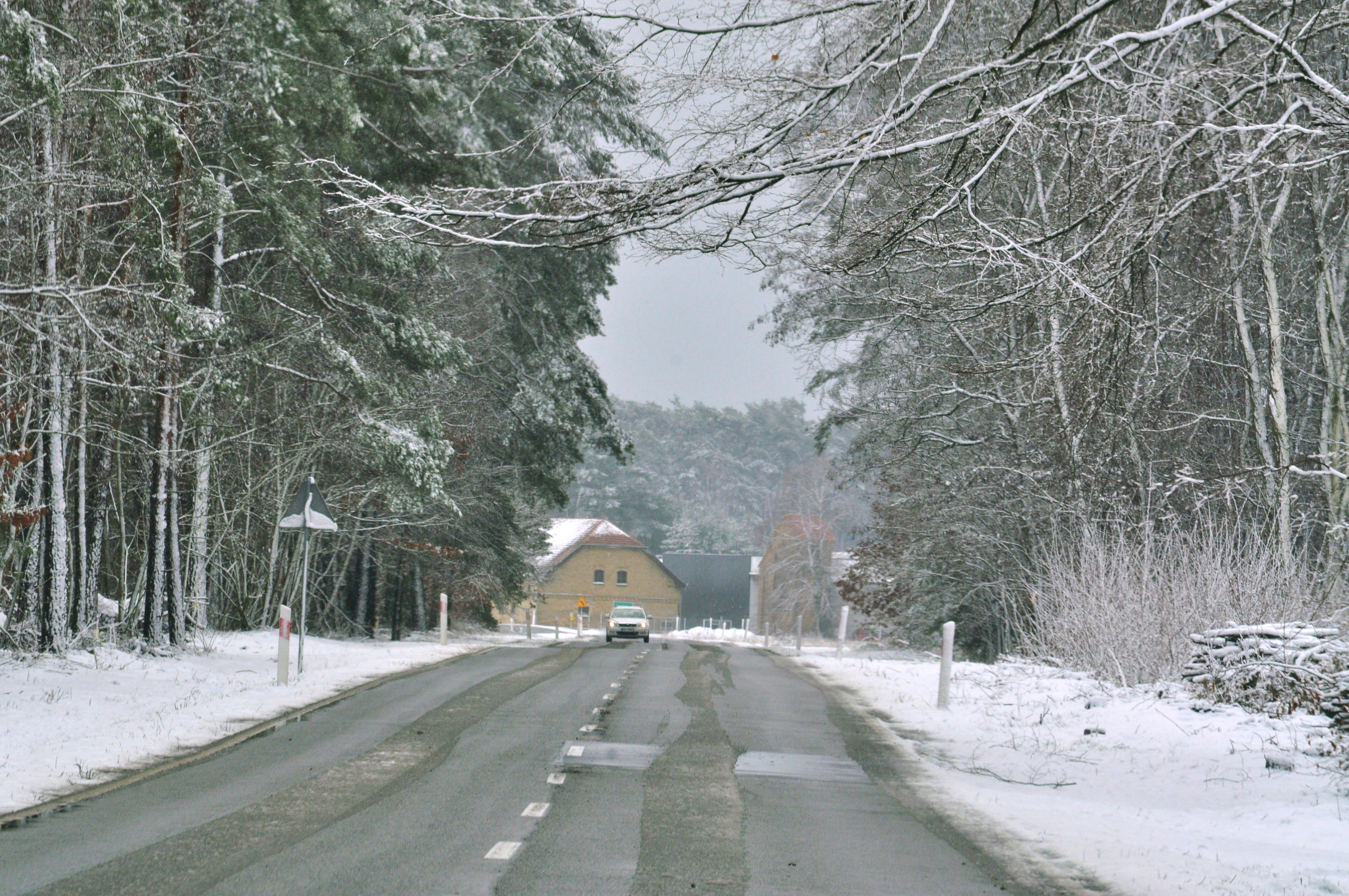
Wjazd od strony Bobowicka

Karolewo – przysiółek wsi Bobowicko w Polsce, położony w województwie lubuskim, w powiecie międzyrzeckim, w gminie Międzyrzecz, przy drodze wojewódzkiej nr .
W latach 1975–1998 przysiółek administracyjnie należał do województwa gorzowskiego.
Według przekazów ustnych w listopadzie 1806 r. we wsi zatrzymał się Napoleon Bonaparte, przed wjazdem do Międzyrzecza.